# Ceres Fruit Juices
Ceres Fruit Juices est une entreprise sud-africaine produisant et commercialisant des jus de fruits, surtout connue pour sa marque Ceres. Elle a été fondée en 1923 sous le nom de Ceres Fruit Growers par référence à la vallée où elle fut établie, la Ceres Valley,, elle-même nommée d'après Cérès, déesse romaine de l'agriculture, des moissons et de la fécondité, et a adopté le nom actuel en 1986, à la suite d'une fusion avec deux autres entreprises. C'est une filiale de Pioneer Foods (en).
Ses produits sont vendus en Afrique mais aussi en Amérique du Nord, en Europe et en Asie. Les États-Unis constituent l'un de leurs plus grands marchés.